# 虹色圆趾蟹
虹色圆趾蟹（学名：Ovalipes iridescens）为梭子蟹科圆趾蟹属的动物。分布于日本、印度群岛、东海等海域，生活环境为海水，常见于水深近200米的软泥沙海底。其生存的海拔上限为-200米。